# كارولي فيلاند
كارولي فيلاند (بالمجرية: Károly Wieland)‏ هو راكب الكنو مجري، ولد في 1 مايو 1934 في بودابست في المجر.

## وصلات خارجية
- كارولي فيلاند على موقع أوليمبيديا (الإنجليزية)
- كارولي فيلاند على موقع اللجنة الأولمبية المجرية (الهنغارية)